# Augustus Pablo
Horace Swaby (1954. június 21. – 1999. május 18.), művésznevén Augustus Pablo,  jamaicai roots reggae és dub zenei producer és billentyűs. Az 1970-es évektől aktív. Talán ő volt az első és leghíresebb melodika művész.

## Életútja
A jamaicai St. Andrew-ben született és orgonán tanult játszani a  Kingston College School-ban.
Itt kapott kölcsön egy melodikát egy lánytól. A hangszer elkápráztatta, Pablo alig tudott szabadulni tőle. Itt találkozott Herman Chin Loy-jal is, akinek volt egy családi lemezkiadója Kingstonban.  Swaby elkészítette az „Iggy Iggy”  című felvételt az Aquarius Records stúdiójában; ekkor vette fel az Augustus Pablo művésznevet.
Néhány kislemez után megjelent az „East of the River Nile” című lemeze, ami kelet-ázsiai és jamaicai zene keveréke volt és jelentős siker lett.  Augustus Pablo népszerűvé tette a melodikát a reggae zenészek körében, egy olyan hangszert, amit addig főleg iskolákban használtak zenetanításra.
Nem sokkal később csatlakozott (Mikey Chung Now Generation nevű zenekarához ahol billentyűs volt, míg barátja, Clive producerként indult el a pályán. Pablo és Chin 1972-ben együtt kiadták a  „Java” című dalt, ezután Pablo elhagyta a  Now Generationt és Clive elindította Pablo karrierjét. Chinen kívül sok mással is dolgozott együtt, így például   Leonard Chinnel,  a nagybátyjával és  Lee "Scratch" Perryvel.
John Holt-tal közösen kiadott számuk, a „My Desire” szintén nagy sláger lett.
Pablo saját lemezkiadói voltak a  Hot Stuff, a Message és a Rockers ahol nem kis sikert ért el a hangszeres számaival, amelyek főleg a régi, Studio One-ban felvett számainak átdolgozásai voltak.
Bár sikeres volt a  Rockers, Pablo nagy hatású  1974-es This Is Augustus Pablo című albumát Clive-val és Pat Chinnel készítette.   Ezt követte a legendás  King Tubby-val készített közös albuma, az 1975-ben megjelent nagy sikerű Ital Dub.

## Lemezei
- This Is Augustus Pablo (1973)
- Ital Dub (1974)
- Dubbing in a Africa  (1975)
- King Tubby Meets Rockers Uptown (1976)
- East of the River Nile (1978)
- Original Rockers (1979)
- Africa Must Be Free by 1983 Dub (1979)
- Rockers Meets King Tubby in a Firehouse (1981)
- Earth’s Rightful Ruler (1983)
- Thriller (Augustus Pablo-album) (1983)
- King David's Melody (1983)
- North of the River Thames (Dub Syndicate) (1984)
- Rising Sun (1986)
- Rebel Rock Reggae (1986)
- Rockers Come East (1987)
- Eastman Dub (1988)
- Presents Rockers Story (1989)
- Blowing with the Wind (1990)
- Augustus Pablo Presents Rockers International Showcase (1991)
- Ragamuffin Dub (Junior Delgado)  (1991)
- One Step Dub (Junior Delgado)  (1991)
- Live in Tokyo (Augustus Pablo album)  (1991)
- Dub Store 90s  (1993)
- Heartical Chant  (1993)
- Valley of Jehosaphat (1999)
- Dubbing with the Don (2001)
- Jah Inspiration (2001)
- The Definitive Augustus Pablo Box Set (2004)
- Dub, Reggae & Roots from the Melodica King (2004)